# Assedio di Montalcino (1553)
L'assedio di Montalcino è avvenuto dal 27 marzo al 15 giugno 1553 durante la guerra di Siena (1552-1559), a opera dell'esercito imperiale spagnolo.

## Antefatti
Il 26 luglio 1552, il popolo senese insorse contro la dominazione spagnola dando via alla Guerra di Siena. Mesi dopo, a seguito della risoluzione di alcuni problemi, Carlo V iniziò a preparare la propria vendetta e, all'inizio del 1553, un'enorme armata composta da 16000 uomini sbarcò a Napoli e si diresse in Toscana dove si unì insieme all'esercito fiorentino. Caddero, da subito, come birilli molti paesi della Repubblica di Siena (come Sinalunga, Torrita, Montefollonico) ma, a marzo, l'avanzata dell'esercito ispano-fiorentino diminuì il passo a causa della forte resistenza opposta dagli abitanti di Monticchiello. Il 16 di marzo, dopo un lungo assedio ed eroica resistenza della popolazione, cade in mano spagnola Monticchiello, considerata la 2 fortezza senese, dopo Montalcino. Subito dopo fu conquistato San Quirico d'Orcia, e circa 12 mila soldati spagnoli si diressero alla volta di Montalcino, sotto il comando del generale don García de Toledo.

## Preparativi
Dal novembre 1552 e per tutto l'inverno 1552/53 alcuni architetti montalcinesi e senesi progettarono la fortificazione delle mura montalcinesi, per prepararle ad eventuali assedi...Fu deciso di costruire un bastione a supporto della fortezza, considerata non adatta per le nuove guerre, un bastione a metà strada tra la fortezza e la porta Cerbaia, un baluardo nella zona della porta Collegattoli, della ristrutturazione di gran parte delle mura, da tempo decadenti, che andavano dalla porta Cervara alla porta Collegattoli e di scavare un fossatello davanti a tutte queste fortificazioni, che rendeva già il terreno scosceso, quasi impraticabile per chi arrivava da sotto. Ai lavori presero parte tutti i cittadini, comprese le donne e i più piccoli, simboli così della resistenza montalcinese.

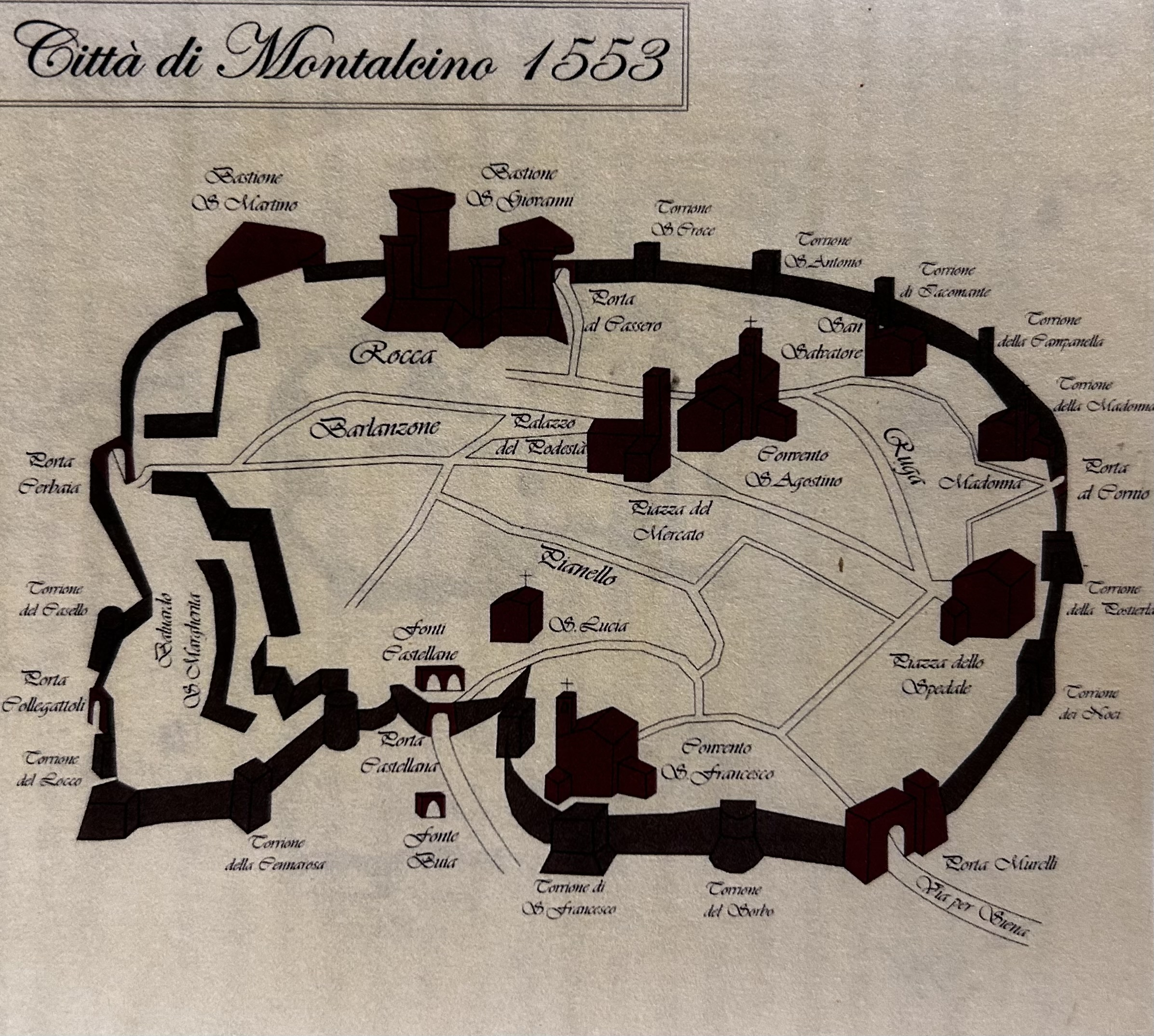
Montalcino e le sue difese nel 1553

## Svolgimento
La mattina del 27 marzo i tedeschi conquistarono e si posizionarono nel Convento dell'Osservanza; altri tedeschi, gli italiani (compresi i fiorentini) si posizionarono sul colle dello Sticcio con l'artiglieria, mentre invece gli spagnoli si posizionarono nella zona che va dalla Palazzetta alle Benducce e fino al Colombaio con altra artiglieria. Dopo tutto ciò l'artiglieria posizionata nelle zone strategiche, studiate da Don García, apri il fuoco su Montalcino, specialmente nella zona che era stata appositamente fortificata, che non era ancora del tutto completata, perché il baluardo di Santa Margherita era ancora in via di finimento. 

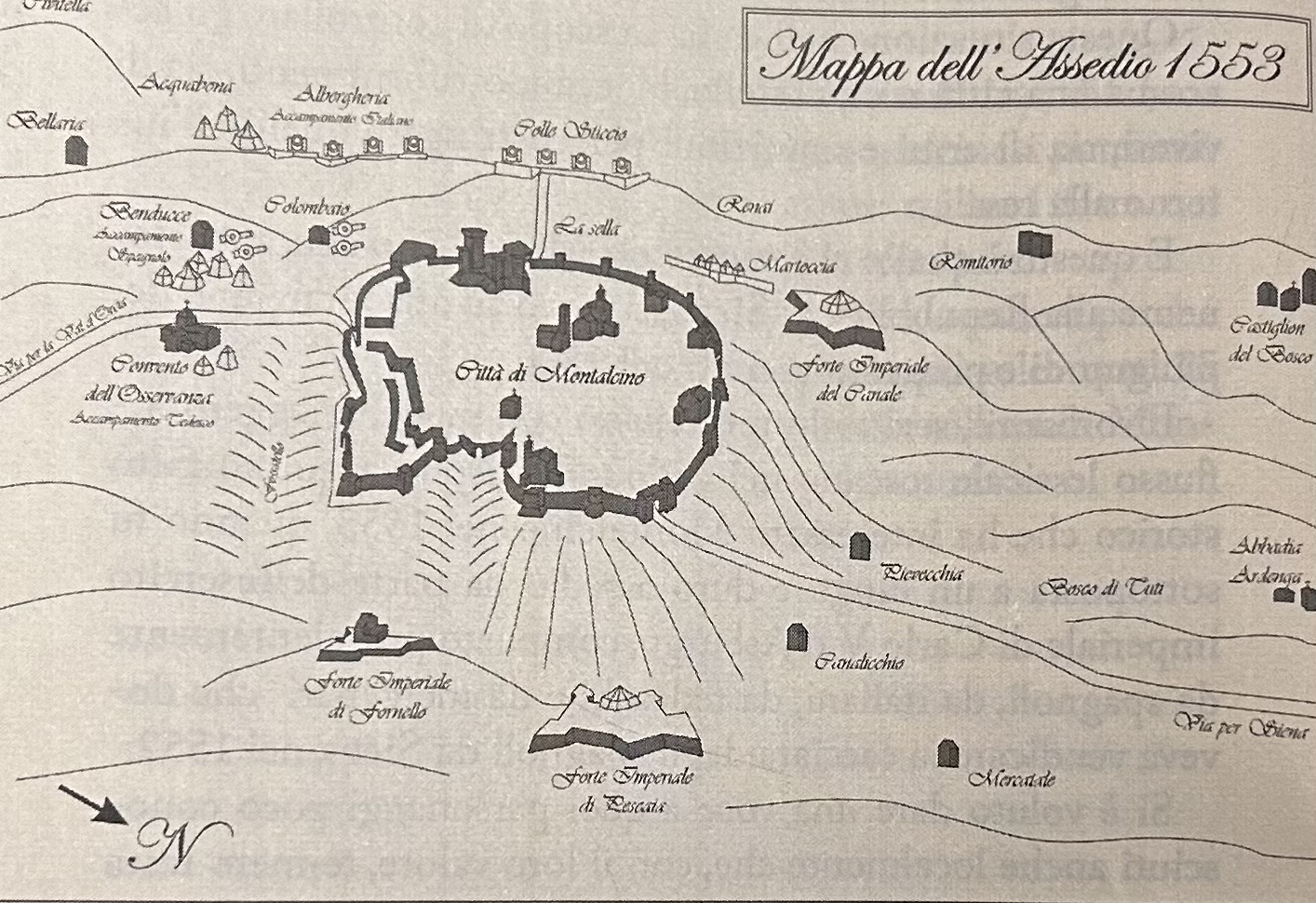
Mappa dell'assedio

Si combatteva giorno e notte, per Montalcino il tempo era sempre pioggia, non di acqua, bensì di cannonate nemiche...I nemici attaccavano anche direttamente con i cavalli a ridosso delle mura, contrattaccati dagli archibugieri, posti sui torrioni e sulle mura, e dai cavalli montalcinesi che fuoriuscivano dalle mura per contrastare questi assalti. Intanto era iniziata, tra la cinta muraria che va dal bastione di San Martino a quello di San Giovanni la costruzione di una seconda linea difensiva, dietro già le presenti mura, per diventare un nuovo ostacolo alle truppe imperiali, nel caso di un loro sfondamento. Durante questi 80 giorni, ci sono stati duri scontri diretti tra le due fazioni, con il grande uso della cavalleria, usata per respingere, attaccare e sorprendere i nemici.
Anche le donne del baluardo di Santa Margherita "combatterono" i nemici, dato che gli imperiali da sotto le mura non potevano colpirle, così le donne li prendevano in giro e gli tiravano delle pietre, causando a volte la morte di alcuni soldati.
Passato un po' di tempo i nemici non erano riusciti ancora a sfondare le fortificazioni montalcinesi, anzi non avevano causato nemmeno grossi danni, così don García decise di provare la carta degli esplosivi. Nel frattempo il baluardo di S.Margherita era stato finito, grazie all'enorme lavoro delle donne montalcinesi. Il generale decise di mandare sempre durante la notte alcuni artificieri a scavare una trincea lungo le mura del bastione della fortezza, per poi metterci dell'esplosivo e far saltare tutto. All'inizio gli artificieri riuscirono a scavare le prime fosse senza tanti problemi, dato che il buio li nascondeva dal tiro degli archibugieri, che comunque sentivano scavare e sparavano alla rinfusa senza uccidere nessuno. Però la cosa non durò molto, perché i montalcinesi idearono delle lanterne calabili per far luce sugli artiglieri e poterli uccidere. Così Don García innervosito, ma convinto che l'assedio sarebbe andato a buon fine, decise di puntare ancora sugli esplosivi, ordinando di scavare un tunnel che doveva partire da molti metri lontano dalle mura e poi dividersi in altri tre tunnel, che dovevano raggiungere le fortificazioni più importanti, per poi metterci una gran quantità di esplosivo e far saltare tutto in aria. Nel frattempo le cannonate continuavano, tanto da aprire alcuni buchi nelle mura, che però venivano subito ritappati, ed anche gli assalti e gli scontri continuarono. Il tunnel rimase all'oscuro ai montalcinesi per alcuni giorni, fino a quando non si iniziarono a vedere dei movimenti strani non molto lontani dalle mura e quindi si decise di andare a spiare l'area nemica. Si scoprì dunque del tunnel e a che punto erano le procedure di scavo, che si erano rallentate, perché gli artificieri avevano trovato una pietra molto dura, tipica della zona, chiamata cicerchino, e quindi avrebbero fatto saltare tutto se non in 1 in 2 giorni.
Fu proposto di scavare un tunnel di risposta in direzione dell'altro, in modo che quando le bombe sarebbero esplose, il tunnel di "contrasto" avrebbe fatto da sfiatatoio e avrebbe diminuito i danni alla cinta muraria, così fu. La mattina dopo, ovvero quella del 26 maggio, il tunnel fu fatto saltare, Montalcino tremò come se ci fosse una fortissima scossa di terremoto, accompagnato da un grosso boato e da una grande nube nera. Solamente che l'esplosione non aveva creato particolari danni, tranne una piccola breccia nel bastione della Fortezza ed una buca gigantesca davanti a quest'ultimo, quindi lo sfiatatoio aveva funzionato. A Montalcino suonarono tutte le campane in segno di festa per aver sventato il peggio e dalle mura si iniziò a sfottere sempre di più gli spagnoli e il loro comandante, "Don Grazia".
Don García ormai su tutte le furie scagliò ancora su Montalcino una pioggia sempre più numerosa di palle di cannone ed altri assalti alle mura. L'apparato difensivo di Montalcino stava lentamente cedendo e all'interno delle mura si iniziava a patire la fame: furono aperti molti piccoli varchi nella zona della Porta Collegattoli, di cui molti richiusi subito, però in alcuni gli imperiali riuscirono ad entrare, ma i montalcinesi supportati dai tanti terrapieni di Santa Margherita, riuscirono sempre a respingere il nemico. I montalcinesi in quest'ultimi giorni si difesero in tutti i modi: utilizzarono molto l'acqua bollente, la calce viva e, addirittura, i favi delle api.
Il 15 giugno Don Garcia, dato che il suo esercito aveva registrato numerose perdite e che Montalcino non cedeva, decise, pieno di vergogna, che poteva bastare, e dunque pose fine all'assedio. A Montalcino fu festa grande. Quindi la mattina ritirò le sue truppe, che si diressero verso Napoli. Il bilancio dei morti dell'assedio contava: 400 franco-senesi ed oltre 3000 imperiali.
Con questa resistenza eroica, Montalcino rallentò l'invasione degli ispano-fiorentini all'interno della Repubblica di Siena, concedendo a Siena di respirare e ai francesi di arrivare per tempo.

## Leggenda

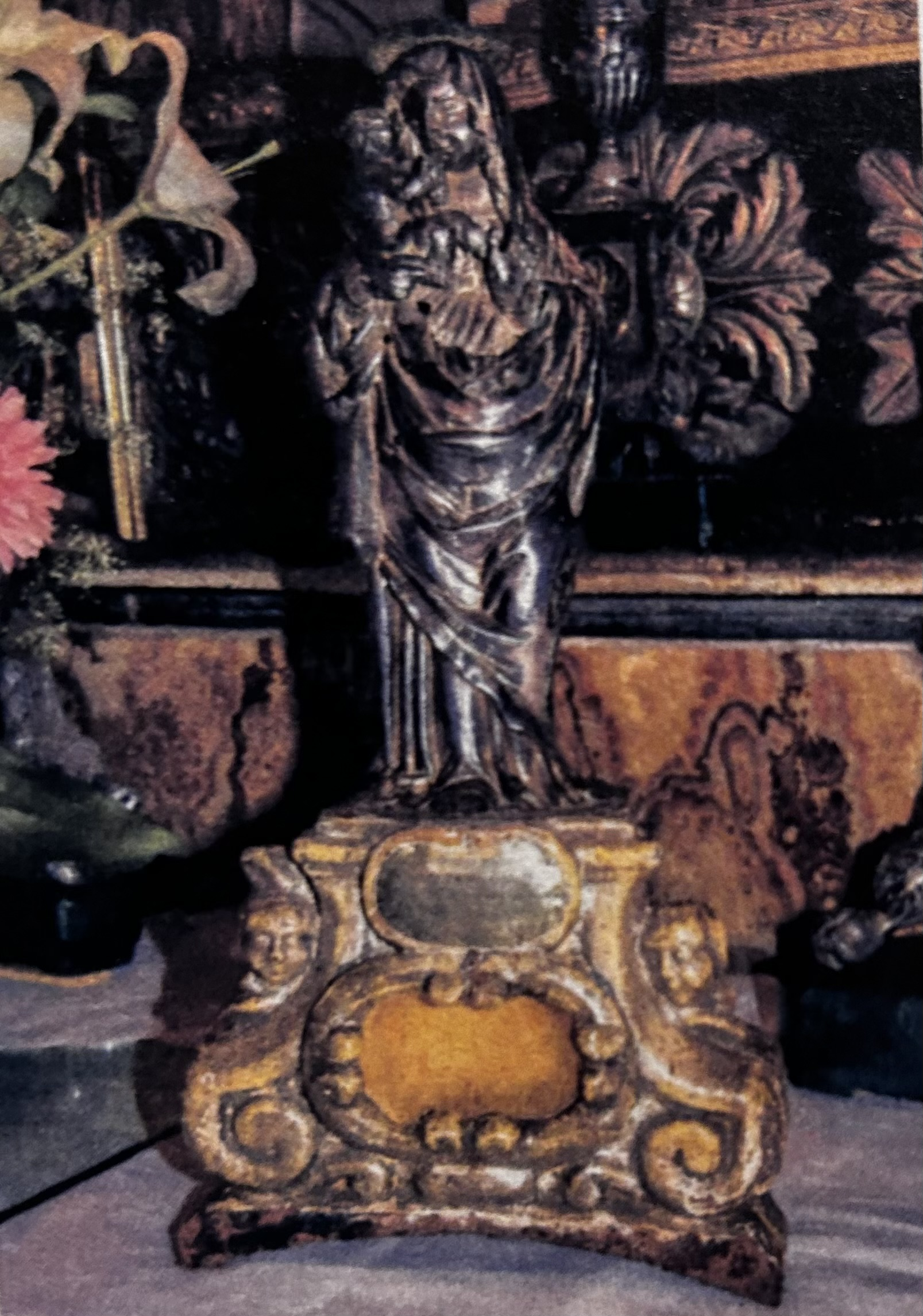
Statua della Madonna del Soccorso data in dono alla città di Montalcino da Don Garcia a seguito dell'assedio.

Secondo una leggenda locale, due ore prima dell'alba del 15 giugno Don García disperato, per i suoi insuccessi e per le tante perdite, si mise a passeggiare a cavallo da solo sotto le mura di Montalcino per pensare a cosa poteva fare ora. Il generale ad un certo punto fu accecato da un forte bagliore di luce proveniente dalla fortezza, e subito dopo vide la figura della Madonna, tanto cara ai montalcinesi, affiancata per l'appunto da due paggi del comune di Montalcino. Così Don García si inginocchio davanti alla sua figura e capì che la conquista di Montalcino era impossibile, in quanto era sotto la protezione della Grande Madre. Il 19 agosto a seguito del fatto, il popolo montalcinese in processione salutò la Madonna di Porta al Corniolo al grido di “Evviva Maria Santissima del Soccorso”.